# Jean-Baptiste Godart
Jean-Baptiste Godart (Origny, 25 november 1775 - 27 juli 1825) was een Frans entomoloog. Hij hield zich vooral bezig met vlinders en beschreef vele vlindersoorten. Hij was een van de auteurs van het deel "Insecten" van de Encyclopédie Méthodique (in opdracht van Pierre André Latreille gepubliceerd tussen 1782 en 1832).
In 1821 begon hij aan het standaardwerk Histoire naturelle des lépidoptères ou papillons de France dat na zijn dood werd voortgezet door Philogène-Auguste-Joseph Duponchel. Het laatste deel hiervan verscheen pas in 1842.
De vlindersoorten Morpho godarti en Aphrissa godartiana zijn naar hem genoemd, evenals het vlindergeslacht Godartiana. Godart publiceerde de beschrijving van de soort die nu Godartiana byses heet in 1824; hij gaf er toen de naam Satyrus byses aan.